# Пьедрас-Неграс (Коауила)
Пьедрас-Неграс (исп. Piedras Negras) — город в Мексике, штат Коауила, входит в состав одноимённого муниципалитета и является его административным центром. Численность населения, по данным переписи 2020 года, составила 173 959 человек.

## Общие сведения
Название Piedras Negras с испанского языка можно перевести как чёрные камни, дано в знак того, что эта местность богата залежами каменного угля.
Поселение было основано 15 июня 1850 года под названием Нуэва-Вилья-де-Эррера. 
1 декабря 1888 года оно получило статус города и было переименовано в Порфирио-Диас, в честь действующего президента Мексики — Порфирио Диаса. После падения режима порфириато, город был переименован вновь, и получил название Пьедрас-Неграс.

## Инфраструктура
Город является транспортным узлом, соединяющим Мексику и США. На противоположном берегу Рио-Гранде находится американский город Игл-Пасс.
Город обслуживает международный аэропорт Пьедрас-Неграс, расположенный в соседнем муниципалитете Нава.

## Религия
В городе расположена епархия Римско-Католической церкви.